# Gulgumpad grönduva
Gulgumpad grönduva (Treron seimundi) är en fågel i familjen duvor inom ordningen duvfåglar.

## Utseende och läte
Gulgumpad grönduva är en rätt mörkt grön duva med svartspetsade olivgröna vingar och en lång, nålspetsad stjärt. Båda könen har en vit fläck långt ner på buken och en citrongul undergump som gett arten dess namn. Spetsstjärtad grönduva har också just en spetsig stjärt, men är ljusare i färgarna med varmt gulorange på bröstet och mer bjärt gula vingpennor. Lätena består av melodiska serier med ekande och rätt ljusa hoande visslingar.

## Utbredning och systematik
Gulgumpad grönduva förekommer i kontinentala Sydostasien. Den delas in i två underarter med följande utbredning:
- Treron seimundi seimundi – förekommer i bergen på Malackahalvön
- Treron seimundi modestus – förekommer i bergen i Laos och Vietnam (centrala och södra Vietnam)

## Status och hot
Arten har ett stort utbredningsområde, men tros minska i antal till följd av habitatförstörelse, dock inte tillräckligt kraftigt för att den ska betraktas som hotad. Internationella naturvårdsunionen IUCN listar därför arten som livskraftig (LC). Världspopulationen har inte uppskattats, men den beskrivs som ovanlig till frekvent förekommande. Fågeln är generellt ovanlig till sällsynt i hela utbredningsområdet.

## Levnadssätt
Arten bebor bergsskogar, men även mangroveskogar på fastlandet. Liksom andra grönduvor födosöker den rätt högt upp i trädtaket. Födan består av frukt. Häckningsbiologin är okänd bortsett från en rapport om en nyligen flygg fågel i juni på Malackahalvön.

## Namn
Fågelns vetenskapliga artnamn hedrar E. C. H. Seimund, brittisk taxidermist och samlare av specimen bland annat verksam på Malackahalvön 1916.